# Salvelinus elgyticus
Salvelinus elgyticus» es una especie de pez de la familia Salmonidae en el orden de los Salmoniformes.

## Morfología
• Los machos pueden llegar alcanzar los 23,8 cm de longitud total y 114 g de peso.
- Número de  vértebras: 59-64.[1][2]

## Hábitat
Vive en zonas de aguas  templadas.

## Distribución geográfica
Se encuentra en Chukotka (Siberia, Rusia ).